# Chủ nghĩa bài Hoa Kỳ

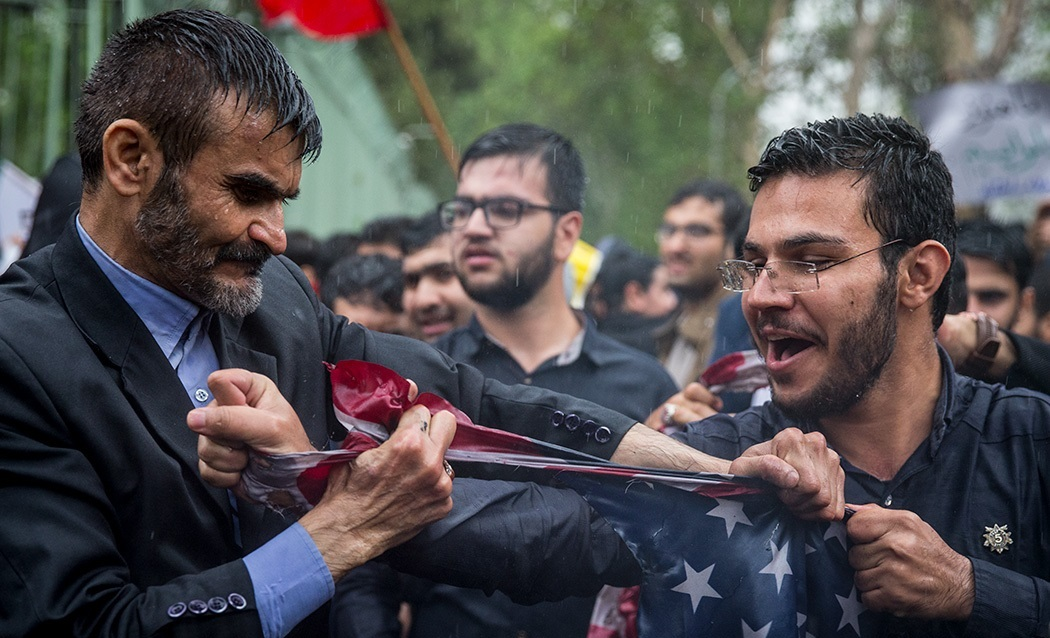
Hai người Iran xé quốc kỳ Hoa Kỳ trong một cuộc biểu tình bài Hoa Kỳ sau khi Hoa Kỳ rút khỏi thỏa thuận hạt nhân với Iran.

Chủ nghĩa bài Hoa Kỳ là sự căm ghét, sợ hãi hoặc kỳ thị đối với Hoa Kỳ; chính phủ và chính sách ngoại giao của nước này; hoặc người Mỹ nói chung.
Khái niệm này phát sinh sau chiến tranh thế giới thứ hai từ năm 1948 khi một tài liệu sử dụng thuật ngữ này để ghi nhận nhiều sự bài xích đối với văn hóa và chính trị của Mỹ kễ từ khi nó đi ra thế giới. Vì những lý do khác nhau và với các nền tảng ý thức hệ khác nhau đã và đang xảy ra, không thể xem khái niệm này chỉ để nói nói về một ý thức hệ duy nhất và sẽ được đại diện bởi các kẻ thù của Mỹ. Nó cũng có thể hình thành ngay trong lòng các nước liên minh với Mỹ và trong chính Mỹ.
Timothy Garton Ash đã xem tâm lý chống Mỹ như là một "sự oán giận xen kẽ ghen tị". Các sử gia như Dan Diner thì nói rằng nó như là một hệ quả tất yếu cho tất cả các tội ác mà Mỹ đã làm trên thế giới và được hình thành như một hệ thống miễn dịch tự nhiên khi có mầm bệnh chống lại sự bành trướng ảnh hưởng của Mỹ lên nơi những người chỉ trích đang sống, ép buộc hay tự nhiên làm mai một đi những giá trị vốn có. Quan điểm tiêu cực hoặc chỉ trích Hoa Kỳ hoặc bài trừ sự ảnh hưởng của Hoa Kỳ đã lan rộng ở Nga, Trung Quốc, Serbia, Bosnia Belarus và vùng Đại Trung Đông, xu hướng bài Mỹ lại vẫn còn thấp ở Israel (đồng minh thân cận), Châu Phi cận Sahara, Hàn Quốc (đồng minh nơi Mỹ đang đồn trú) và một số nước ở Trung Âu và Đông Âu (ghét Nga, thân Mỹ).